# ТЕС Крабі
7°59′36″ пн. ш. 99°2′55″ сх. д. / 7.99333° пн. ш. 99.04861° сх. д.
ТЕС Крабі – теплова електростанція на півдні Таїланду у провінції Крабі.
В 1964 році на майданчику станції ввели в дію два конденсаційні енергоблоки потужністю по 20 МВт, які спалювали лігніт із розташованого поруч кар’єру. В 1968-му додали третій такий же блок. Один з цих блоків пропрацював до 1986-го, тоді як два інші вивели з експлуатації в 1995-му.
Хоча проведені у 1980-х роках геологічні дослідження показали наявність в околицях значно більших, ніж вважалось раніше, ресурсів лігніту, від планів спорудження вугільних блоків загальною потужністю 225 МВт у підсумку відмовились. Натомість в 2004-му став до ладу конденсаційний енергоблок з показником у 315 МВт, який розрахований на використання нафтопродуктів. Для доставки останніх на одному з островів східного узбережжя Малаккської протоки створили термінал для прийому танкерів, від якого до ТЕС проклали трубопровід завдовжки 15 км з діаметром 300 мм. В подальшому до спалювання також могли залучати пальмову олію, щоб підтримати виробників в періоди сильного падіння цін через перевиробництво. Втім, ТЕС Крабі не надто підходить для несення базового навантаження та наразі виконує функцію резерву.
Видача продукції відбувається по ЛЕП, розрахованим на роботу під напругою 115 кВ та 230 кВ.
Власником станції є державна електроенергетична корпорація Electric Generating Authority of Thailand (EGAT).
На майданчику ТЕС діє музей, присвячений старій вугільній станції.